# Halloween IV – Michael Myers kehrt zurück
Halloween IV – Michael Myers kehrt zurück (Alternativtitel: Halloween 4: Die Rückkehr des Michael Myers) ist ein Horrorfilm von Dwight H. Little aus dem Jahr 1988. Nachdem das Experiment gescheitert war, jeden Halloween-Film mit einer neuen Geschichte zu erzählen, besann man sich auf die Originalgeschichte und setzte sie zehn Jahre nach Halloween – Die Nacht des Grauens fort. Donald Pleasence war wiederum als Dr. Sam Loomis besetzt, Ellie Cornell, Danielle Harris und Beau Starr in den weiteren Hauptrollen.

## Handlung
Michael Myers, der als vermeintlicher Invalide in einer psychiatrischen Klinik in Richmond unter hohen Sicherheitsvorkehrungen beaufsichtigt wird, soll auf Staatskosten zum Smith Grove Sanatorium verlegt werden. Regungslos liegt er im Krankentransporter, während sich die beiden Sanitäter über seine letzte verbliebene Verwandte, seine zehnjährige Nichte Jamie, die mit ihren Stiefeltern in seinem ehemaligen Wohnort Haddonfield lebt, unterhalten. Michael erwacht, tötet die beiden Sanitäter auf brutale Weise und flüchtet in Richtung Haddonfield.
Als sein Arzt Dr. Loomis vom Unfall des Krankentransporters und dem Tod der Sanitäter erfährt, weiß er, was passiert ist, und begibt sich ebenfalls nach Haddonfield. Niemand will ihm glauben, selbst die örtliche Polizei in Haddonfield braucht lange, um zu begreifen, dass das leibhaftig Böse zurückgekehrt ist. Michael hinterlässt indessen eine Spur von Leichen auf seinem Weg von Richmond nach Haddonfield. Dort angekommen, sorgt er wieder für Angst und Schrecken. Jamie und ihre Stiefschwester Rachel werden von Michael in die Enge getrieben, können sich aber mit Hilfe von Dr. Loomis befreien und entkommen.
Zusammen mit vier Männern und einem Truck wollen sie aus der Stadt fliehen, aber Myers klammert sich unbemerkt unter das Auto. Als sie unterwegs auf die State Police treffen, die zur Stadt unterwegs ist, denken sie, sie seien in Sicherheit. Doch als die Polizei außer Sichtweite ist, kommt Michael zum Vorschein und tötet alle Männer; zwei werden vom Auto geworfen, einer wird erstochen und einem bricht Michael das Genick. Daraufhin setzt sich Rachel ans Steuer und fährt weiter, obwohl sie von Michael attackiert wird. Als sie den Wagen überraschend stark abbremst, fällt Myers vorn über das Auto. Er liegt vorerst regungslos da, steht aber im nächsten Moment wieder auf. Rachel legt den Gang ein und gibt Vollgas. Sie fährt auf ihn zu und schmettert ihn mit voller Wucht in den nahe liegenden Wald. Währenddessen haben die Polizeibeamten in Haddonfield bemerkt, dass Myers längst nicht mehr in der Stadt ist. Sie drehen um und treffen gerade noch rechtzeitig am Ort des Schreckens ein. Michael liegt verletzt und regungslos am Boden. Jamie hat Mitleid und nähert sich ihrem Onkel langsam. Trotz Warnungen von Rachel und Sheriff Meeker nimmt sie Michaels Hand in die ihre. Dabei erwacht er zu neuem Leben und versucht, Jamie mit seinem Messer zu töten. Doch bevor er zustechen kann, wird er vom Sheriff und den Beamten der State Police niedergeschossen. Er fällt dabei rückwärts in einen alten Minenschacht, woraufhin Meeker den Befehl gibt, den Schacht zu sprengen, um ganz sicherzugehen, dass Myers nicht mehr zurückkommen kann.
Alle Beteiligten begeben sich sodann zu Jamies Familie nach Hause, der Schrecken über das Geschehene steht ihnen ins Gesicht geschrieben. Dr. Loomis ist sich sicher, dass das Böse endlich ein für alle Mal besiegt ist. Doch am Ende setzt sich Jamie eine Maske auf und holt sich eine Schere. Sie geht auf ihre Stiefmutter zu, die gerade für sie ein Bad einlässt, und stößt mehrere Male zu. Loomis hört ein lautes Schreien und rennt verzweifelt die Treppe hinauf. Dort steht nun Jamie mit der blutigen Schere und der gleichen Maske wie Michael als Kind, als er seine Schwester ermordet hatte. Dr. Loomis versucht verzweifelt, sie zu erschießen. In letzter Sekunde wird Jamie jedoch vom hinzukommenden Polizeichef gerettet.

## Produktion

### Produktionsnotizen, Hintergrund
Um den Streik der Drehbuchschreiber zu umgehen, wurde das Drehbuch in nur 11 Tagen verfasst. Die Dreharbeiten erstreckten sich über einen Zeitraum von 41 Tagen. Bei einem Budget von fünf Millionen Dollar spielte der Film in den USA 17,8 Millionen US-Dollar ein.
Serienerfinder John Carpenters kurze Filmumschreibung für diesen Film sah eine geisterhafte und psychologische Herangehensweise an den Mythos von Michael Myers vor, die Produzenten lehnten diesen Vorschlag jedoch ab und griffen lieber auf den typischen Slasher-Einschlag zurück. John Carpenter wollte daraufhin mit dieser Fortsetzung nichts mehr zu tun haben und distanzierte sich öffentlich in Interviews, mit dem Film in Verbindung gebracht zu werden. Gegen die Benutzung seines Namens konnte er nichts einwenden, weil die Rechte für seine Musik nicht bei ihm liegen, er aber als Komponist des Halloween Themas angegeben werden muss.
Die englische, spanische und türkische Version von Halloween 4 war in Deutschland seit 1994 beziehungsweise 1995 indiziert. Die deutsche FSK-18-DVD und die FSK-18-VHS waren daher wegen Inhaltsgleichheit automatisch indiziert. Im August 2013 wurde die Indizierung aufgehoben. Dem Antrag des Rechteinhabers auf vorzeitige Listenstreichung durch die BPjM wurde nach einer erneuten Sichtung stattgegeben. Eine Neubewertung durch die FSK ergab ungeschnitten die Altersfreigabe ab 16 Jahren. Am 31. Oktober 2013 lief im Rahmen einer Halloween-Sondersendung erstmals die ungeschnittene Fassung über den Pay-TV-Sender Sky Action HD im Deutschen Fernsehen.
In die Krankenhausszene (Minute 13:54) hat sich ein Fehler eingeschlichen: Michaels zweiter Vorname ist Audrey (zu hören in den zusätzlichen, nicht deutsch synchronisierten Szenen im Original von 1978), also entsprechend mit einem „A“ abzukürzen. In der zu sehenden Szene wird jedoch ein „M“ verwendet.

### Synchronisation
| Rolle                               | Schauspieler               | Synchronsprecher    |
| ----------------------------------- | -------------------------- | ------------------- |
| Dr. Sam Loomis                      | Donald Pleasence           | Jochen Striebeck    |
| Rachel Carruthers                   | Ellie Cornell              | Katrin Fröhlich     |
| Sheriff Ben Meeker                  | Beau Starr                 | Klaus Kindler       |
| Dr. Hoffman Wachmann in der Anstalt | Michael Pataki N.N.        | Peter Thom          |
| Kelly Meeker                        | Kathleen Kinmont           | Manuela Renard      |
| Brady                               | Sasha Jenson               | Pascal Breuer       |
| Earl Ford                           | Gene Ross                  | Manfred Erdmann     |
| Deputy Pierce Wade                  | Michael Flynn Richard Stay | Gudo Hoegel         |
| Deputy Logan                        | George Sullivan            | Willi Röbke         |
| Reverend Jackson P. Sayer           | Carmen Filpi               | Christian Marschall |
| Mann an der Tankstelle              | David Jensen               | Manfred Erdmann     |
| State Police Officer Soldat         | Donré Sampson Rand Kennedy | Peter Musäus        |
| Michael Myers                       | George P. Wilbur           | stumm               |

### Veröffentlichung
Erstmals wurde der Film am 21. Oktober 1988 in den Vereinigten Staaten im Kino vorgestellt. In der Bundesrepublik Deutschland startete er am 18. Juni 1989 in den Kinos. Im Deutschen Fernsehen war er erstmals am 25. Dezember 1990 bei RTL plus zu sehen. Der DVD-Titel lautet Halloween 4 – Die Rückkehr des Michael Myers. Der Film wurde am 3. Oktober 2014 von Tiberius Film mit einer deutschen Tonspur auf DVD herausgegeben.
Veröffentlicht wurde der Film 1989 zudem in Australien, auf den Philippinen (Davao), in Spanien, Portugal, im Vereinigten Königreich und in Irland, 1990 in Südkorea, in der Türkei, in Frankreich, in den Niederlanden und in Japan (Videopremiere), 1991 in Brasilien und Argentinien (Videopremiere), 1999 in Kanada (DVD-Premiere), Finnland, Schweden und Mexiko (jeweils DVD-Premiere), 2012 in Singapur (Blu-ray release), 2018 in Polen (TV-release), 2019 in Italien (DVD-Premiere) und 2021 in Israel (Blu-ray release). Veröffentlicht wurde der Film zudem in Bulgarien, Kroatien, Tschechien, Griechenland, Ungarn, Serbien, Slowakei, Südafrika, Sowjetunion, Thailand, in der Türkei, in der Ukraine und in den Vereinigten Arabischen Emiraten.

## Rezeption

### Kritik
Das Lexikon des internationalen Films stellte fest: „Erneute Fortsetzung des Horrorfilms ‚Halloween‘, die ihre Vorlage zwar nicht erreicht, jedoch für einige überraschende Momente gut ist. Vorzüglich die suggestive Kameraarbeit, die die Atmosphäre der Bedrohung anschaulich macht.“
Kritiker Chris Stuckmann war der Meinung, man merke dem Film an, dass gehetzt worden sei und die Dinge irgendwie zusammengewürfelt wurden. Aja Romano von Vox zeigte sich überzeugt, dass Donald Pleasence ein großartiger Schauspieler sei und dass er von der Halloween-Franchise profitiert habe. Die Variety-Redaktion meinte, der vierte Film der Halloween-Horrorserie zeige sich schnörkellos und handwerklich solide. Derek Adams von Time Out schrieb, die Schocks seien winzig klein, das Drehbuch trotzdem teuflisch. In der New York Times stellte Caryn James fest, es scheine, als träten diese Art Filme in ein neues Stadium in einem merkwürdig evolutionären Muster: Während die Slasher-Spezies sich vermehrten, würden sie gleichzeitig immer schwächer. In der Washington Post befasste sich Richard Harrington mit dem Film, dem er bescheinigte, die billige Kopie seines Prototyps, aber nicht halb so viszeral zu sein.
Michael Wilmington war in der Los Angeles Times der Meinung, jeder, der zu Halloween 4 gehe, verdiene, was er bekomme: abgestandene, schmutzige Tricks und keine Leckereien. In The Miami Herald konnte Juan Carlos Coto dem Film nur wenig abgewinnen. Er schrieb, abgesehen von dem cleveren Namen und einigen beeindruckenden Bildern von Regisseur Dwight H. Little stammten die einzigen unterhaltsamen Teile in Halloween 4 von Donald Pleasence. Bei ReelViews stellte James Berardinelli fest, dass die letzte Minute des Films heute genauso beunruhigend wie beim Kinostart 1988 sei. Der wahre Grund, sich diesen Film anzusehen, sei nicht der vorhersehbare Aufbau, sondern der Cliffhanger von Regisseur Dwight H. Little und Drehbuchautor Alan B. McElroy.

### Auszeichnungen
Academy of Science Fiction, Fantasy & Horror Films, USA 1990
- Alan B. McElroy nominiert für den Saturn Award in der Kategorie „Bestes Drehbuch“
- Nominierung für den Saturn Award in der Kategorie „Bester Horror-Film“

Academy of Science Fiction, Fantasy & Horror Films, USA 2015
- Auszeichnung mit dem Saturn Award als Teil der gesamten Halloween-Reihe